# Koen Raes
Koen Raes (Gent, 8 april 1954 – aldaar, 4 mei 2011) was een Belgisch hoogleraar economie en ethiek aan de faculteit rechtsgeleerdheid aan de Universiteit Gent.

## Levensloop
Raes studeerde rechten (1977) en moraalwetenschappen (1978). Hij doctoreerde bij Jaap Kruithof met een proefschrift over de Theory of Justice van de Amerikaanse filosoof John Rawls (1983). In oktober 1985 werd Raes wetenschappelijk medewerker aan het Seminarie voor moraalfilosofie en metafysica. In 1989 werd Raes deeltijds benoemd als docent bij het toenmalige Seminarie voor algemene rechtsleer. Daarnaast bleef hij als assistent verbonden aan het Seminarie voor moraalfilosofie en metafysica en later aan de vakgroep Wijsbegeerte en Moraalwetenschap (faculteit Letteren en Wijsbegeerte).
Raes werd eind jaren '70 lid van de KPB. In zijn boek Socialisme in de postmoderniteit (1990) hekelde hij de passiviteit aan de linkerzijde en waarschuwde hij dat het neoliberalisme de dominante politieke stroming zou worden.
In zijn studententijd richtte hij in 1975 het studentenblad Schamper op waarvan hij tevens hoofdredacteur was. In 1980 werd hij hoofdredacteur van het Vlaams Marxistisch Tijdschrift. Ook was hij stichter en hoofdredacteur van het maandblad Samenleving en Politiek (januari 1994, Sampol) en het kwartaalblad Ethiek & Maatschappij (januari 1998, E&M). Bij Sampol werd hij opgevolgd als hoofdredacteur door Carl Devos. Hij gaf tevens verschillende boeken uit en was regelmatig columnist bij de krant De Morgen.
Raes was lid van de Paviagroep. Hij was de broer van Godfried-Willem Raes.